# Teatre Vanemuine (Tartu)
El Vanemuine és un teatre de Tartu, Estònia. És el primer teatre en llengua estoniana. Sorgit com una societat coral i musical, va fer una primera representació teatral en el seu cinquè aniversari. En els anys següents, el Vanemuine s'amplià per incloure una orquestra simfònica i una companyia de ballet, mentre que el seu repertori ha inclòs operetes i teatre musical amb tota mena de títols operístics i dramàtics. Vanemuine porta el nom de la cultura popular nòrdica i manté un repertori d'unes 50 produccions alhora, a les quals se n'incorporen cada any 15 de noves.
Amb la direcció de Karl Menning –que fou alumne de Max Reinhardt–, el teatre va complir un propòsit vocacional, posant un gran èmfasi en la formació de futurs talents. Les direccions posteriors van prioritzar el valor de l'entreteniment, mentre que Kaarel Ird –que va dirigir el Vanemuine durant més de quaranta anys– va programar una gran diversitat de gèneres i va fer gires per la Unió Soviètica.
Des de 2013 el teatre Vanemuine és una Fundació.

## Els edificis del Vanemuine

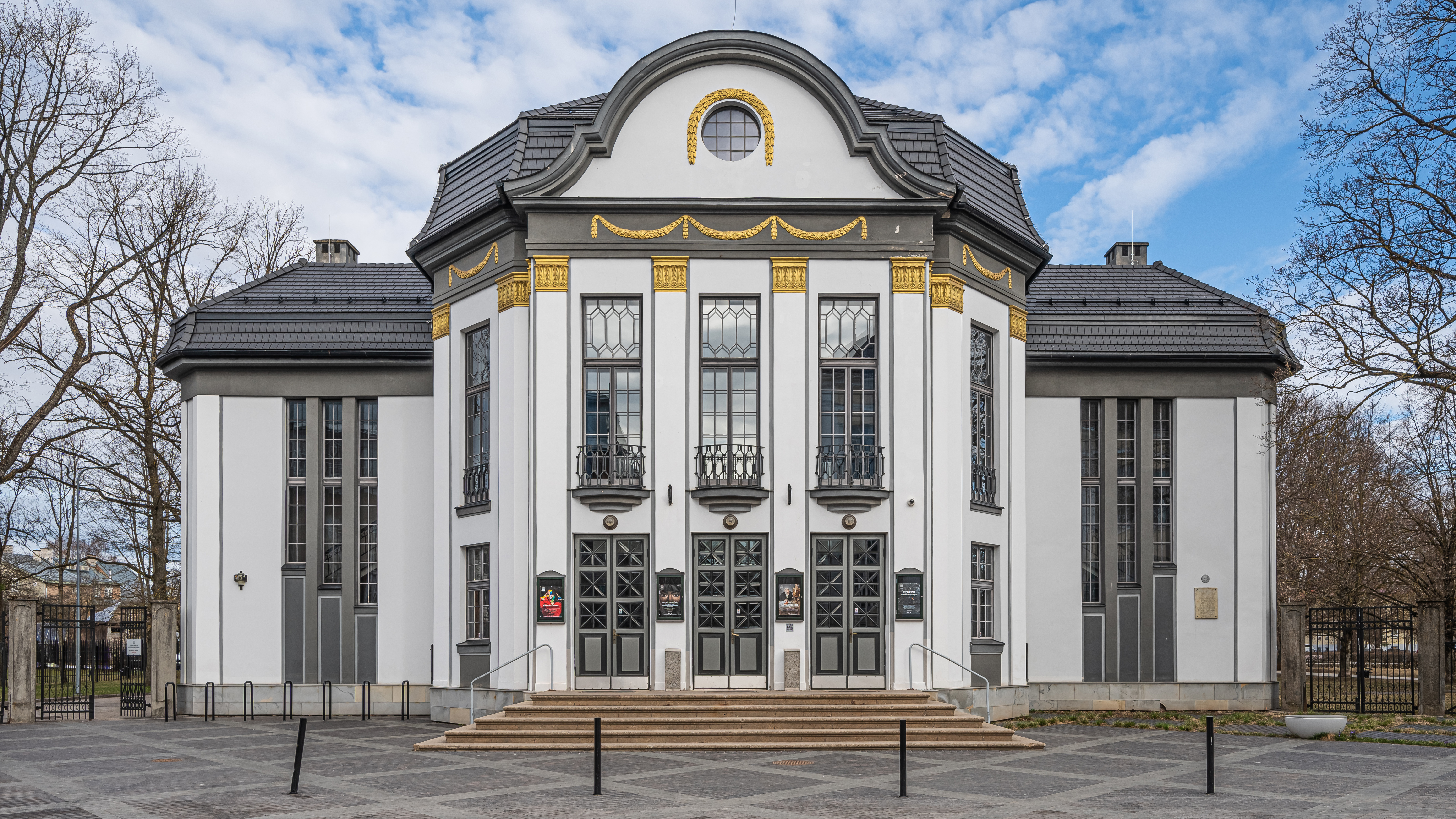
La «Casa petita» del Vanemuine

El Vanemuine ha ocupat una sèrie de locals. La seu de la Societat Vanemuine [Vanemuise Seltsi maja] original, al carrer Jaama, va funcionar durant 33 anys abans de ser destruïda per un incendi el 1903. El 1906 va ser substituïda per una nova sala dissenyada per l'arquitecte finlandès Armas Lindgren, en la seva ubicació actual. Aquest local es va ampliar a la dècada de 1930 per abordar problemes tècnics, però va ser destruït per una bomba durant la Segona Guerra Mundial. El teatre va tornar aleshores a l'antic Teatre Alemany de Dorpat el 1944; reconstruït després d'un incendi l'any 1983, aquest teatre d'estil modernista rep el sobrenom de «Casa petita» [Vanemuise väike maja]. Una sala de 682 seients, la «Casa gran» [Vanemuise suur maja], es va completar el 1967, i la Sala de concerts Vanemuine [Vanemuise Kontserdimaja], de 842 places, va seguir el 1970. El nou Sadamateater [Teatre del Port] és una sala teatral moderna i polivalent, a la vora del riu Emajõgi, amb un auditori amb 167 places.

## Història

### 1870-1906: Casa de la Societat Vanemuine

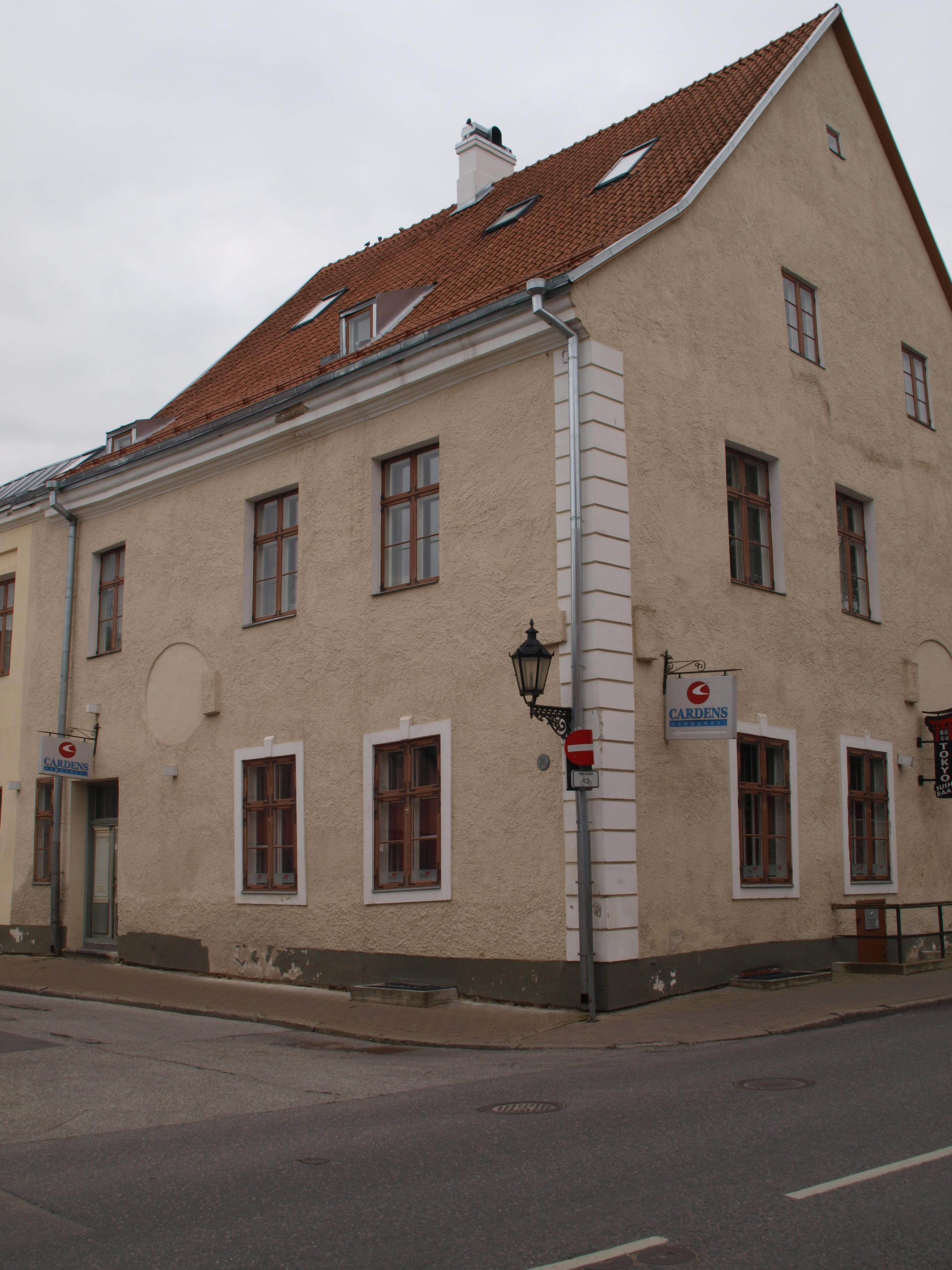
La Casa de la Societat Vanemuine al segle XIX

El Teatre Vanemuine va ser fundat com a Societat [Vanemuise Selts] el 24 de juny de 1865, per Johann Voldemar Jannsen. El 1869 la Vanemuine Selts va organitzar el primer festival de cançons a Estònia. El 24 de juny de 1870, en el cinquè aniversari de la societat, es va representar Saaremaa Onupoeg (El cosí de Saaremaa), de Lydia Koidula, a la Casa de la Societat del carrer Jaama. Era la primera obra que s'hi representava, i es considera la primera obra de teatre en llengua estoniana. Aquesta actuació, adaptada d'una obra amb el mateix títol de Theodor Körner, va comptar amb decorats d'un pintor anomenat Frischmuth, i va començar amb una escena de corral amb tres actors: Heinrich Rosenthal, Harry Janssen i Tõnis Pekk. L'obra va obtenir l'aclamació popular i, per tant, se'n va programar una segona representació per a l'endemà. Més tard, Koidula va dirigir dues obres més, Maret ja Miina ehk kosjakased  i la comèdia original Säärane mulk ehk sada vakka tangusoola.
Les activitats teatrals es van fer més consistents el 1874, després que el fotògraf Reinhold Sachker n'esdevingués director. Membre de la Societat Vanemuine i actor en actiu, Sachker va assegurar la supervivència del teatre i va reforçar aquesta vocació teatral. Sachker va traduir obres de teatre del dramaturg alemany August von Kotzebue, i va emprar com a actors els artesans de Tartu.

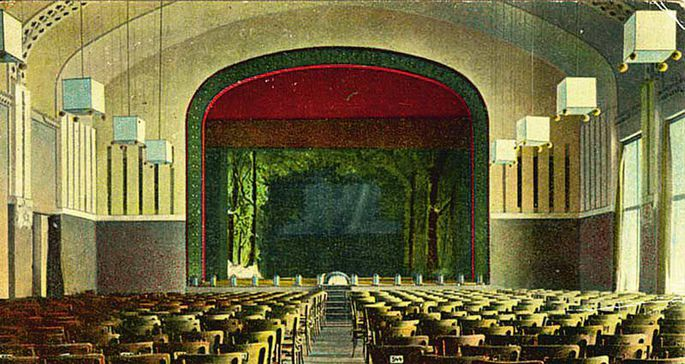
L'antiga sala del teatre de Vanemuine a principis del segle XX

El 1878, August Wiera va ser seleccionat per la Societat Vanemuine com a director de cant, orquestra i escena, a canvi d'un percentatge dels ingressos dels esdeveniments. En un moment àlgid de la russificació, Wiera va reunir al seu voltant un gran grup de persones interessades per la música i les obres de teatre estonianes. A les seves memòries, l'actor Leopold Hansen descrivia Wiera com una persona molt enèrgica que «va reunir en si mateix diverses especialitats escèniques», sent director de música, ballet i teatre, així com entrenador vocal. A mitjans de la dècada de 1880, la companyia Vanemuine ja comptava amb 100 membres i es feien actuacions de manera regular. Wiera va comptar amb dos directors d'escena per ajudar a desenvolupar el teatre: Ludvig Menning (anys 1878–1886) i Hugo Techner (1886–1891), que es van ocupar principalment de les produccions teatrals. El mateix Wiera va portar la música al teatre estonià; sota la seva batuta, va posar en escena la primera producció musical en llengua estoniana, Preziosa, de Karl Maria von Weber (1883). Wiera va dirigir més tard diverses operetes, amb la primera òpera de la companyia una adaptació de Joseph in Aegypten, d'Étienne Méhul. Altres adaptacions inclouen versions en llengua estoniana de L'avar, de Molière (1888), o El mercader de Venècia (1888) i La feréstega domada (1889), de Shakespeare.
Durant aquest període es va ampliar l'escenari i es va decorar el saló de la societat. S'hi van instal·lar dues fonts, una a cada costat de l'escenari, purament ornamentals. Wiera va dirigir el teatre fins al 1903, quan la seva visió del teatre ja va començar a xocar amb la dels intel·lectuals  estonians en ascens. Després que la Casa de la Societat Vanemuine fos destruïda per un incendi el 1903, el seu contracte no es va renovar.

### 1906-1914: Teatre vocacional estonià

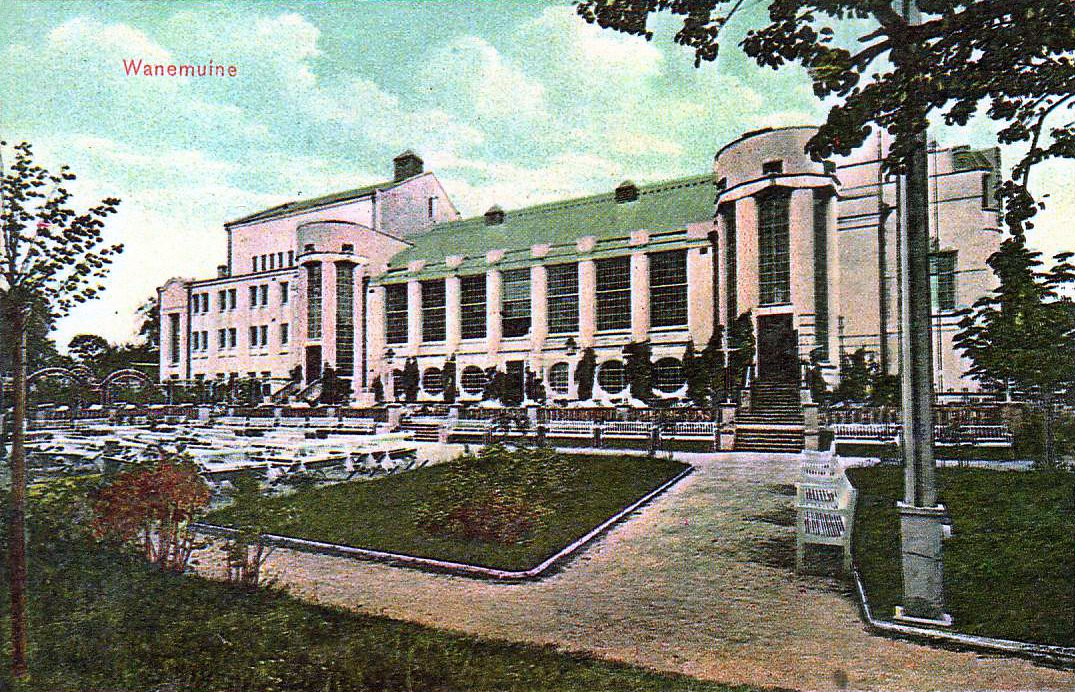
Teatre Vanemuine, c. 1910

Requerint un nou teatre, la Societat Vanemuine va contractar l'arquitecte finlandès Armas Lindgren per dissenyar la seva nova sala. Situat al carrer Aia (actual carrer Vanemuise), aquest teatre es va finançar àmpliament amb donacions. L'interior estava molt ornamentat, amb les escultures d'A. Weizenberg «Dawn» i «Dusk» assegudes a la part superior de les baranes de l'escala del vestíbul. Els jardins es van acabar el 1907. Amb motiu de l'obertura de l'edifici, August Kitzberg va escriure al Postimees: «La casa té un caràcter propi; als plànols, l'artista de la construcció hi ha posat alguna cosa, ha aconseguit dir-hi alguna cosa. Ens sentim tocats dins de nosaltres mateixos per melodies que ens són una mica familiars, immanents, que estan d'acord amb nosaltres mateixos. La casa, amb els seus costats llargs i poderosos, té pes, i dona idea d'una cosa. perdurable, estable, que no s'aixafa fàcilment, que no es doblega i que vol protegir-se. Si bé l'artista ha donat a la casa el poder i la influència d'un edifici monumental des del costat del carrer, el costat del jardí de l'edifici és lleuger, obert i feliç, al contrari, exposat a la bellesa i al sol». (Postimees, 12 d'agost de 1906).
L'activitat va començar abans de la finalització del recinte. El 13 d'agost de 1906, tres anys després que la Casa de la Societat Vanemuine fos destruïda, un nou teatre va obrir les portes. Aquesta institució, un teatre vocacional, estava sota la direcció de Karl Menning. Educat a Estònia, Alemanya i Europa occidental, Menning va triar l'obra de Kitzberg Tuulte pöörises [En el remolí dels vents] per a l'actuació inaugural de la companyia. Aviat es va fer evident que l'edifici era poc adequat per a les representacions. La manca d'elevadors de públic feia que les actuacions fossin incòmodes, i l'acústica era dolenta, igual que la il·luminació.
Menning va portar una direcció diferent a la companyia, avançant als objectius educatius del teatre. En lloc de les operetes, que considerava perilloses per al bon gust dels actors i del públic, Menning va promoure la creació de l'Orquestra Simfònica de Vanemuine (1908). L'actuació inaugural de l'orquestra, sota la direcció de Samuel Lindpere, va tenir lloc el 7 de maig de 1908. Al teatre, Menning va posar èmfasi en el realisme psicològic, allunyant-se dels indicadors de Wiera a favor de l'encarnació interna i externa dels actors al paper. Tots els components de la producció havien d'educar l'audiència èticament, estèticament i moralment. En aquest sentit, Menning també va organitzar nits d'interpretació teatral i hi va actuar amb diverses presentacions ell mateix. Quan els seus oponents van demanar un repertori més lleuger i entretingut, Menning s'hi va negar. L'any 1914, després d'una reunió de la junta de la Societat, va anunciar la seva jubilació; més tard es va traslladar a Tallinn.

### 1914-1944: Estancament i renaixement
Després de la marxa de Menning, la direcció del teatre Vanemuine es va cedir a Ants Simm, que va exercir de director artístic i cap d'escenari entre els anys 1914 i 1921. Amb Simm, el repertori de Vanemuine estava dominat per operetes i comèdies. El 1916, onze dels vint-i-un actors de la companyia havien marxat, inclosos uns quants que estaven en desacord amb l'enfocament de l'entreteniment popular. L'orquestra, per contra, va créixer ràpidament sota el director principal, Juhan Aavik; l'any 1915, per exemple, va fer 95 representacions, entre es quals unes quantes  al jardí.
Després de la marxa de Simm, el teatre Vanemuine va ser dirigit per un comitè d'actors. Entre 1925 i 1931, Voldemar Mettus va dirigir la companyia; el va seguir August Sunne fins al 1934. Actors i actrius com ara August Sunne, Eduard Türk, Rudolf Ratassepp, Anna Markus i Mari Möldre interpretaven regularment obres de teatre musical. Tanmateix, l'audiència va disminuir; a principis de la dècada de 1930, era habitual que s'omplís menys d'un terç dels seients. Tot i que el teatre va rebre el suport de l'estat, els deutes van créixer ràpidament. Això va provocar crítiques de la intel·lectualitat; per exemple, un memoràndum de 1929 denunciava la «situació anormal» i amenaçava amb l'establiment d'una nova empresa.
El 1935 es va acabar el control de les decisions creatives de la Societat Vanemuine. Otto Aloe es va convertir en el nou director de teatre, amb Eino Uuli com a director d'òpera, Ida Urbel com a directora de moviment i coreografia i Kaarli Aluoja com a director d'escena, mentre que Juhan Simm i Eduard Tubin van exercir de directors. Mentre encara es representaven les operetes, també es facturaven obres de teatre serioses i òperes. El 1939, la companyia de ballet Vanemuine va dur a terme la seva primera producció de llarga durada: La Suite de Carnaval, amb la música de Txaikovski. Durant aquest temps, es van fer esforços per reformar l'edifici i corregir-ne els defectes. A finals de 1939 es va acabar la nova sala de teatre i escenari de 500 places; s'hi van fer diverses innovacions tècniques, així com un augment de l'aforament. L'antiga sala, per la seva banda, es va reconstruir com a sala de concerts.
Durant l'ocupació alemanya, el teatre romangué obert sota la direcció d'Aleksander Eller. L'assistència al teatre va ser alta, amb una producció de Kratt d'Eduard Tubin (The Womble, 1943) que va provocar molta fanfàrria. No obstant això, l'agost de 1944, el teatre va ser colpejat per una bomba i va ser destruït.

### 1944-1968: Vanemuine a l'Estònia soviètica
Acabada la Segona Guerra Mundial, la companyia Vanemuine es va fer càrrec de l'antic edifici del Teatre Alemany de Dorpat (l'actual «Casa petita») de Vanemuine, que havia estat reconvertida en cinema. Els membres de la Societat van reconstruir l'edifici amb els seus propis recursos i el 21 de desembre de 1944 van fer l'actuació inaugural. També es va haver de reformar la companyia de ballet Vanemuine, perquè molts ballarins havien marxat d'Estònia. No obstant això, el 1946 va arribar als escenaris Romeu i Julieta, de Sergei Prokófiev. No totes aquestes activitats encaixen dins de l'edifici; com a tal, els tallers i els locals d'assaig estaven situats en edificis veïns. Els plans de reconstrucció de l'antic edifici, tot i que es van fer, mai no van arribar a bon port; finalment, es va construir un edifici completament nou.
Kaarel Ird es va convertir en el director artístic del teatre, assumint el paper de director d'escena principal el 1960. Durant els quaranta anys següents, va dirigir la companyia durant tres mandats: 1944-1948, 1949-1950 i 1955-1985. La direcció artística també va ser assumida per Andrei Poljakov (1950-1953), que no parlava estonià, i per Ants Lauter (1953-1955), durant els períodes en què Ird va ser destituït del seu paper. Ird, que tenia antecedents a l'estudi d'art teatral de la Societat de Teatre Dramàtic de Tartu i al Teatre obrer de Pärnu i Tartu, va ser considerat generalment un candidat adequat pels governants de l'Estònia soviètica. Per la seva banda, Ird va considerar que calia restaurar Vanemuine. En una carta privada a Olaf Utt, va escriure: «Per a mi, el teatre Vanemuine formava part de la cultura estoniana... valuós i sagrat com el Museu de la Literatura, el Museu d'Etnografia, la biblioteca d'una universitat». En cas d'abandonar-lo, «no hi hauria una sola persona que pogués mantenir el nivell del teatre. I ni tan sols sé si ho podré fer. Sobretot en les circumstàncies en què rebem poca o cap ajuda». (1966)

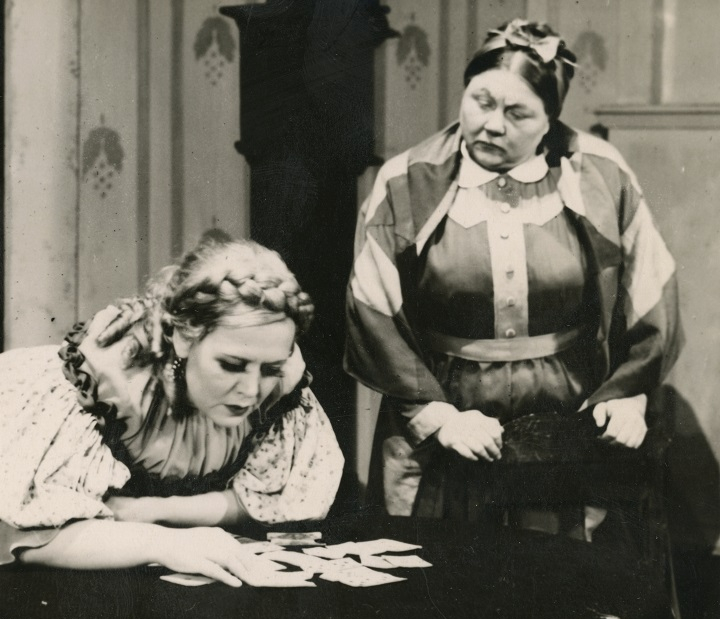
Epp Kaidu i Alli Tammemets en una producció de 1947 d'una obra de Gogol al teatre Vanemuire

Ird va continuar les tradicions establertes al Vanemuine, amb el ballet prosperant en les noves condicions. En els seus abundants discursos i publicacions, Ird va plantejar repetidament els ideals de Menning: realisme psicològic, principi de joc de conjunt i desenvolupament de la dramatúrgia nacional. Al mateix temps, la despietada ideologització del repertori, per la qual es van afavorir les obres «soviètiques» i polítiques, va allunyar el públic del teatre. Les temporades eren tenses i, a principis dels anys cinquanta, el teatre musical estava desapareixent. Tampoc la companyia de ballet va quedar al marge dels canvis socials; La ideologia va influir fortament en el llenguatge de la dansa, i els acomiadaments van reduir el nombre de ballarins a divuit –un nombre insuficient per a la majoria de composicions clàssiques.
El 1956, poc després que Ird tornés al càrrec de director de teatre, els membres del Vanemuine van tenir l'oportunitat de presentar l'art i la literatura d'Estònia a Moscou. Després d'una actuació reeixida, el teatre va ser designat Teatre Nacional Vanemuine de la SSR d'Estònia. Una altra actuació itinerant, a Kíev, va seguir el 1957. La Literaturnaya Gazeta va escriure: «Certament, no afavorim la còpia a cegues del Teatre Vanemuine, tot i que realment és un bon teatre amb una cultura molt progressista. Preferim veure que també hem criat actors que puguin transmetre a l'escenari el virtuosisme de la nostra nació en tota la seva riquesa i peculiaritat. satisfacció als convidats del teatre ucraïnès» (Literaturnaya Gazeta, Kíev). El 1960, el Vanemuine va presentar Talvemuinasjutt [Conte d'hivern], d'Ernst Kapp, Tuleristsed [Baptisme de foc], de Gustav Ernesaks i Laanelill [Verd d'hivern], de Boris Kõrver al Teatre Kremlin de Moscou.
Aquest èxit va anar seguit per un període d'estabilitat a principis de la dècada de 1960, en què els membres principals van romandre a l'empresa durant anys. Ird també va establir el pla per a l'Escola Vanemuine, que va començar el 1961, per formar noves generacions d'intèrprets. Entre els antics alumnes hi havia actors com Evald Aavik, Raivo Adlas i Evald Hermaküla. Les obres del repertori de la companyia incloïen obres soviètiques, estonianes (d'escriptors com Juhan Smuul, Raimond Kaugver, Egon Rannet, August Kitzberg i Ardi Liives), així com clàssics mundials (Shakespeare, Brecht). Durant aquest període, les produccions musicals van ser presentades majoritàriament per directors de teatre propis. A mesura que el control ideològic es va afeblir, a finals dels anys 60, el Vanemuine va trobar un llenguatge comú amb el públic, tot i que la companyia va continuar viatjant per la Unió Soviètica i organitzant reunions i seminaris a tota la Unió. El 1966, el Vanemuine va ser denominat teatre acadèmic.
La nova sala del teatre, dissenyada per A. Volberg, P. Tarvas i U. Tölpus, amb interiorisme de V. Tamm, es va acabar finalment l'any 1967; la seva actuació inaugural va tenir lloc el 3 de novembre de 1967. Aquest establiment, amb capacitat per a 682 seients, va ser renovat l'any 2012. Mentrestant, l'any 1970 es va obrir la Sala de concerts Vanemuine, amb 842 places.

### 1969–1985: Fi del període Ird

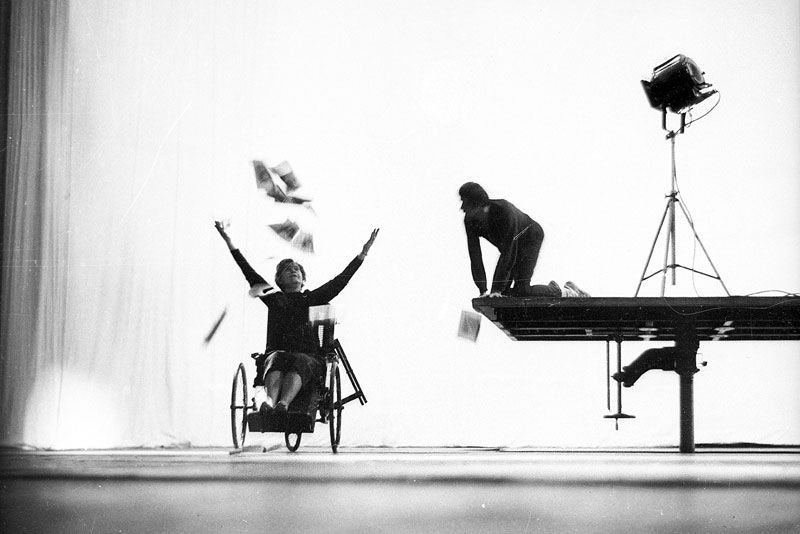
La producció d'Evald Hermaküla Tuhkatriinumängu, de Paul-Eerik Rummo

A finals de la dècada de 1960, Vanemuine es va convertir en el centre d'innovació del teatre estonià. La nova generació va promoure una visió moderna del teatre que desautoritzava el cànon i buscava nous plantejaments. Al Vanemuine, joves directors com Jaan Tooming i Evald Hermaküla van portar a l'escenari Laseb käele suud anda [Besa'm a la mà], d'August Kitzberg, i Tuhkatriinumängu [Joc de la Ventafocs], de Paul-Eerik Rummo. En el teatre de dansa, una empenta semblant va venir d'Ülo Vilimaa. Un altre ideòleg va ser el futur director Mati Unt, que aleshores treballava al departament de literatura del teatre. Els directors van canviar els textos de les obres per reflectir més adequadament les seves pròpies idees; les produccions eren més físiques i plenes de símbols i metàfores. El públic de teatre més jove va abraçar el teatre de novel·les ràpidament, mentre que el públic més conservador s'hi va mostrar reticent. Els funcionaris també dubtaven. La censura va ser un problema durant unes quantes dècades.
Durant aquest període, Ird va continuar donant suport als joves directors. Tot i que el seu teatre no s'adaptava a les seves preferències, els va defensar quan calia, una situació que els seus seguidors van qualificar d'inèdita. Altres han suggerit que Ird, preocupat per la continuïtat del teatre estonià, no defensava tant la innovació com els talents que els promouen. Ird va continuar sent un director destacat al Vanemuine, amb produccions d'èxit com Külavahelaulud [Cançons de poble, 1972] i Tagahoovis [Al pati del darrere, 1974]. Segons la visió d'Ird, gairebé la meitat del repertori de Vanemuine consistia en dramatúrgia estoniana, tant obres de teatre noves com clàssiques. Al 1972 s'havia convertit en el teatre més visitat d'Estònia; entre 1978 i 1981, el teatre va tenir una mitjana de 256.000 visitants per any.
La companyia Vanemuine va continuar les seves gires durant les dècades de 1970 i 1980, amb destinacions com la República Democràtica Alemanya (1971, 1973), Hongria (1972), Finlàndia (1974) i Suècia (1983). Importants van ser la gira de 1971 a Leningrad i les actuacions convidades de 1975 a Moscou. La recepció de la crítica va continuar sent positiva, i el 1979 la companyia del Vanemuine va ser seleccionada per representar el teatre soviètic al Festival Internacional de Teatre de Belgrad.
La «Casa petita» de Vanemuine va ser greument danyada per un incendi el 1978. Les reformes es van retardar i l'edifici només es va poder reobrir al públic l'any 1990.

### 1985-El present: anys postsoviètics
El 1985 va acabar el tercer mandat d'Ird com a director de teatre; el va succeir Ago-Endrik Kerge, que va ocupar el càrrec fins al 1990. Vanemuine va mantenir uns estàndards alts i va gaudir d'una multitud de visitants. Kerge va afegir al seu repertori produccions d'èxit en diversos gèneres; Jaan Tooming també va tenir diversos èxits a finals de la dècada de 1980. El 1981, Vassili Medvedjev es va incorporar a la companyia de ballet Vanemuine, on va treballar com a solista i director. El director principal de 1989 a 1999 va ser Endel Nõgene.
Des de 1990 fins a 1993, Vanemuine va ser gestionat per Linnar Priimägi, que va prioritzar els clàssics. La seva va ser una època de grans contradiccions i conflictes creatius, i amb el nomenament del seu successor, Jaak Viller, l'any 1994 també va canviar el sistema de gestió del teatre: es van crear tres llocs de director artístic, amb Jüri Lumiste (1993–1999) va començar a treballar com a director de teatre, Ülo Vilimaa (1974–1997 com a director de ballet i Endel (1997–1999) com a director musical. L'any 1997, Mare Tommingas es va convertir en la directora de ballet del teatre.
Durant aquests anys de transició, que van incloure la inestabilitat econòmica i l'alliberament d'Estònia, Vanemuine va mancar de públic. A partir de 1994, va experimentar una lluita difícil, que va superar amb actors bàsics com Liina Olmaru, Merle Jääger i Raine Loo, així com nous directors com Ain Mäeots ( Susi / «Wolf», 1995) i Tiit Palu. Durant aquest període, Mati Unt va ser un director convidat habitual, mentre que altres produccions d'èxit van ser dirigides per Mikk Mikiver [Dotze homes enfadats, 1997] i Finn Poulsen [La història del petit vell, 1996]. No obstant això, l'any 2003, les audiències havien començat a disminuir de nou. Paul Mägi és el director musical i el director en cap del Teatre Vanemuine des de 2011. Toomas Peterson es va convertir en el director general del teatre i Tiit Palu en el director d'escena des del 2013.
Els canvis de personal han estat freqüents des de principis dels anys 2000. Entre els principals directors hi ha Mihkel Kütson (1999–2004, 2008–present), Hendrik Vestmann (2004–2006) i Toomas Vavilov (2006–2007). El drama va ser dirigit per Ain Mäeots entre 1999 i 2006, amb Sven Karja assumint el paper del 2007 al 2010. Han vingut directors convidats de l'estranger, com Barrie Rutter (Regne Unit) i Aljona Anohhina (Rússia), així com d'Estònia (Uku Uusberg, Ingomar Vihmar, Hendrik Toompere jn). Des de l'agost de 2023, dirigeix el teatre Aivar Mäe.
Hi ha hagut molt de moviment entre els actors; l'any 2010 l'empresa comptava amb 21 membres. Molts directors convidats, Hannes Kaljujärv, Aivar Tommingas, Külliki Saldre, Merle Jääger, Jüri Lumiste i Riho Kütsar, han fet papers dramàtics memorables. Mentrestant, la companyia de ballet Vanemuine ha esdevingut molt transnacional des del 2004. Les escoles de dansa d'Estònia no han pogut produir prou ballarins per al teatre.
El 30 de desembre de 2006 es va establir la Fundació Vanemuine per preservar i donar suport a l'art teatral estonià i des del 6 de novembre de 2012 el Teatre Vanemuine es va registrar com a Fundació, que a partir del primer de gener de 2013 es va fer càrrec dels béns i activitats de la institució del Teatre. A partir del 2017, el teatre compta amb tres espais permanents: la «Casa gran», la «Casa petita» i el Teatre del Port. A més, a la Casa del Teatre del Museu del Joguet de Tartu es representen també obres per a públic jove.